# Egesenstand
Der Egesenstand (Egesen-Stadium) ist der letzte bedeutende Eisvorstoß im Spätglazial der Alpen im Zeitraum vor ~ 12.800 bis ~ 11.000 Jahren.

## Namensgebung und Begriffsgeschichte
Der Egesenstand wurde von H. Kinzl (1929, 1932) nach einer Moränenserie am Fuß des Egesengrates im innersten Stubaital (Mutterbergtal) benannt. Ursprünglich als ein später Vorstoß des Daunstadiums konzipiert, wurde der Egesenstand von H. Heuberger (1966) als selbständige und weiträumig nachweisbare Vorstoßperiode erkannt.

## Beschreibung und Charakterisierung
Als Egesenstand oder Egesenstadium (auch Grönland Stadial-1) bezeichnet man eine Serie von Gletschervorstößen (Egesen I, II und III) am Ende des Spätglazials, bei denen die Gletscher der Alpen kleiner als beim Daunstadium, aber noch deutlich größer als zur Zeit der neuzeitlichen Gletscherstände waren. Da das Egesenstadium die letzte markante Vorstoßperiode vor dem Rückzug der Gletscher zu der holozänen Größenordnung darstellt, markiert der Egesenstand auch den Übergang vom Spätglazial zum Postglazial.
Die Schneegrenze (GWL = Gleichgewichtslinie zwischen Nähr- und Zehrgebiet) lag in feucht-maritimen Bereichen der Nordabdachung der Alpen im Vergleich zu der Gletscherhochstandperiode in der Zeit um die Mitte des 19. Jahrhunderts (BZN 1850 = 2782 m) rund 300 bis 320 m tiefer, im trockenkontinentalen Zentralalpenbereich um rund 220 bis 180 m. An der Typlokalität in den Stubaier Alpen wird die Höhe der GWL für den Egesenmaximalstand mit 2564 m angegeben, damit lag diese im Vergleich zu BZN 1850 um 218 m niedriger. Egesenmoränen unterscheiden sich häufig von denen des Daunstadiums durch bessere und geschlossenere Erhaltung, größere Formfrische und zum Teil auch durch größere Blockigkeit.

## Datierung
Zeitlich fällt das Egesenstadium in die Jüngere Dryas mit einem Maximalstand um 12.300 / 12.400 cal v.h., die letzten Vorstöße reichten möglicherweise noch in das beginnende Präboreal.